# 9530 Kelleymichael
9530 Kelleymichael eller 1981 EO26 är en asteroid i huvudbältet som upptäcktes den 2 mars 1981 av den amerikanska astronomen Schelte J. Bus vid Siding Spring-observatoriet. Den är uppkallad efter Michael Sean Peterson Kelley.
Den tillhör asteroidgruppen Koronis.